# Alec Reid
Pour les articles homonymes, voir Reid.
Alexander Reid (5 août 1931 - 22 novembre 2013) est un prêtre catholique irlandais connu pour son rôle de facilitateur dans le processus de paix en Irlande du Nord, que le journaliste de la BBC Peter Taylor décrit par la suite comme « absolument critique » à son succès.

## Biographie
Reid est né le 5 août 1931 à Dublin et grandit à Nenagh, dans le comté de Tipperary, dès l'âge de six ans après le décès de son père. Il étudie l'anglais, l'histoire et la philosophie à l'Université nationale d'Irlande à Galway.
Il entre chez les rédemptoristes en 1950 et est ordonné prêtre sept ans plus tard. Pendant les quatre années suivantes, il assure des missions paroissiales à Limerick, Dundalk et Galway (Esker Friary), avant de partir au monastère de Clonard à Belfast, où il passe presque les quarante années suivantes. Le monastère rédemptoriste de Clonard se trouve à l'interface entre les zones nationalistes catholiques de Falls Road et les zones loyalistes protestantes de Shankill Road, à l'ouest de Belfast.
Reid est décédé dans un hôpital de Dublin le 22 novembre 2013. Il est enterré au cimetière de Milltown, à Belfast.

## Travail de paix
En 1975, avec le prêtre Ballymurphy Des Wilson, Reid cherche à intercéder dans la querelle de plus en plus meurtrière entre l'IRA officielle et l'IRA provisoire (PIRA). Réunis dans la maison de Wilson à Springhill, les représentants de chaque organisation acceptent finalement un cessez-le-feu, les ecclésiastiques présidant des réunions régulières sur les incidents. Avec Wilson, Reid poursuit ce que le Sinn Féin et le chef de l'Armée républicaine irlandaise provisoire (PIRA), Gerry Adams, décrivent comme « un programme de sensibilisation » : les deux prêtres « parlent aux paramilitaires unionistes et facilitent les réunions entre républicains et loyalistes ».
À la fin des années 1980, Reid facilite une série de rencontres entre Gerry Adams et John Hume, dans le but d'établir un « front pannationaliste » permettant de renoncer à la violence en faveur de la négociation. Reid, lui-même un fervent nationaliste favorable à une Irlande unie et au retrait des forces britanniques d'Irlande du Nord, est ensuite leur personne de contact avec le gouvernement irlandais à Dublin depuis une réunion en 1987 avec Charles Haughey jusqu'à la signature de l'Accord du Vendredi saint en 1998. Dans ce rôle, qui n'est pas de notoriété publique à l'époque, il organise des réunions avec divers taoisighs, et notamment avec Martin Mansergh, conseiller de divers dirigeants du Fianna Fáil. Après le succès des négociations de paix, Gerry Adams déclare « qu'il n'y aurait pas de processus de paix en ce moment sans la détermination diligente [du père Reid] et son refus d'abandonner.
En 1988 à Belfast, Reid donne les derniers sacrements à deux caporaux de l'armée britannique, David Howes et Derek Wood du Royal Corps of Signals, qui ont été tués par l'IRA – un événement connu sous le nom de meurtres de caporaux – après s'être infiltrés dans le cortège funèbre de Kevin Brady, membre de l'IRA, qui avait été tué lors de l'attaque du cimetière de Milltown. Une photographie de son implication dans cet incident devient l'une des images les plus frappantes et les plus durables des troubles. Inconnu jusqu'à des années plus tard, Reid est porteur d'une lettre du président du Sinn Féin, Gerry Adams, au chef du Parti social-démocrate et travailliste (SDLP), John Hume, décrivant les suggestions d'Adams pour une solution politique aux troubles. Adams déclare plus tard à la BBC en 2019 que Reid a également conseillé l'ambassadeur américain en Irlande, Jean Kennedy Smith pendant le processus de paix, déclarant "Il lui parlait à côté et elle parlait à son frère Teddy ".
Après avoir déménagé à Dublin, Reid participe aux efforts de paix au Pays basque. En janvier 2003, il reçoit le prix Sabino Arana 2002 "Miroir du Monde", décerné par la Fondation Sabino Arana de Bilbao, en reconnaissance de ses efforts en faveur de la paix et de la réconciliation. Reid et un pasteur méthodiste, le révérend Harold Good, ont annoncé que l'IRA avait mis hors service leurs armes lors d'une conférence de presse en septembre 2005.